# Brachistosternus ninapo
Espèce
Brachistosternus ninapo est une espèce de scorpions de la famille des Bothriuridae.

## Distribution
Cette espèce est endémique du Pérou. Elle se rencontre dans les régions d'Arequipa et de Tacna entre 2 900 et 4 050 m d'altitude.

## Description
Les mâles mesurent de 29,8 à 40,1 mm et la femelle 39,9 mm.

## Publication originale
- Ochoa, 2004 : Brachistosternus ninapo una nueva especie (Scorpiones: Bothriuridae) de los Andes occidentales en el sur del Peru. Revista Peruana de Biología, vol. 11, no 2, p. 139–148 (texte intégral).